# Aredolpona fokienensis
Aredolpona fokienensis là một loài bọ cánh cứng trong họ Cerambycidae.